# Урбанек, Карел (футболист)
Ка́рел Урба́нек (чеш. Karel Urbánek; 14 апреля 1972 — 11 мая 2007) — чешский футболист.

## Биография
Воспитанник футбольной школы «Турнов». Выступал за молодёжную сборную Чехословакии. Профессиональную карьеру начинал в клубе «Слован-Элитекс» Либерец. С 1991 по 1997 год выступал за «Градец-Кралове». В 1998 году играл за «Дрновице». Весной 1999 года вместе с другими игроками из бывшей Чехословакии Рихардом Хогером и Мареком Холли на правах годичной аренды перешёл в российский «Локомотив» Нижний Новгород, став первым легионером из Чехии в России. За клуб в чемпионате России дебютировал 3 апреля 1999 года в домашнем матче 1-го тура против раменского «Сатурна», выйдя в стартовом составе. В ноябре того же года заявил, что из-за бытовых условий не намерен оставаться в «Локомотиве», и вскоре покинул Россию. По возвращении на родину  играл за «Яблонец-97». С 2000 по 2001 год выступал за словацкий  «Кошице». Завершил карьеру в «Словане» из Варнсдорфа. Скончался 11 мая 2007 года после тяжёлой болезни (боковой амиотрофический склероз) в возрасте 35 лет. 1 июня 2007 года в городе Градец Кралове проходил футбольный матч в память о Кареле Урбанеке. Играли команды  товарищей с капитаном Рихардом Юклой и друзей Карла, которых с капитанской повязкой вывел Ростислав Махачек. В матче также приняли участие Карел Питак, Радим Холуб, Павел Черны, Любош Кубик, Милан Фрида, Павел Коштал, Йожеф Вебер и другие. Доходы от проведения благотворительного матча были переданы семье Урбанека.

## Достижения

### Командные
«Градец-Кралове»
Обладатель Кубка Чехии:
- 1994/95